# Monroe (contea di Green, Wisconsin)
Monroe è un centro abitato (town) degli Stati Uniti d'America situato nella contea di Green nello Stato del Wisconsin. La popolazione era di 1,142 persone al censimento del 2000. La City di Monroe si trova parzialmente all'interno della città. La comunità incorporata di Stearns si trova anche nella città.

## Geografia fisica
Secondo lo United States Census Bureau, ha un'area totale di 33,0 miglia quadrate (85,6 km²).

## Società

### Evoluzione demografica
Secondo il censimento del 2000, c'erano 1,142 persone.

### Etnie e minoranze straniere
Secondo il censimento del 2010, la composizione etnica della città era formata dal 99,21% di bianchi, lo 0,35% di afroamericani, lo 0,09% di asiatici, e lo 0,35% di due o più etnie. Ispanici o latinos di qualunque razza erano lo 0,18% della popolazione.